# クルーシブル
『クルーシブル』（The Crucible）は、1996年制作のアメリカ映画。セイラム魔女裁判をモチーフにしたアーサー・ミラーの戯曲『るつぼ』の映画化作品。

## ストーリー
1692年のマサチューセッツ州セイラム。住民はほとんどが敬虔なクリスチャンであり、神の教えに反する行為は固く禁じられている土地柄だった。村の実力者ジョン・プロクター（ダニエル・デイ＝ルイス）は人当たりもよく周囲からの信頼は厚いが、妻エリザベス（ジョアン・アレン）は無口で地味な性格をしており、二人の関係は冷め切っていた。
一方、両親のいないアビゲイル・ウィリアムズ（ウィノナ・ライダー）はかつてプロクターの家で奉公をしていたが、主と関係を持ち、それを知った妻に一方的に解雇され、今は牧師である叔父パリス（ブルース・デイヴィソン）の家の世話になっていた。プロクターはアビゲイルとの過ちを忘れ去ろうとしていたが、アビゲイルはまだ彼に執着し続けていた。
ある日、村の娘たちが森に集い、パリスの屋敷の使用人、黒人の娘ティテュバを中心に儀式を執り行った。少女たちの目的は主に意中の男性に恋の魔法をかけるという他愛のないものだったが、アビゲイルの望みはプロクターの妻に呪いをかけるというものだった。
儀式の最中にこっそりティテュバに真意を耳打ちしたが断られ、アビゲイルは激高する。そして興奮のあまりトランス状態に陥り、鶏の生き血を飲むという常軌を逸した行動に出る。少女たちも釣られて狂乱状態となり、裸になって踊り出す少女も出てきた。そこにパリスが通りかかり、少女たちは一転してパニックになった。当時、彼らの教義では集って踊ることは禁じられていた。
ちりぢりに逃げ惑う中で少女たちのうちの年少の二人が意識を失い、家に運び込まれてもしばらくの間目を醒まさなかったため「悪魔憑き」の噂が立ち始めた。儀式の真相を知られたくないアビゲイルたちは「悪魔は他にいて村人たちに次々と憑依している」と神の代理人を騙り名指しで無実の村人たちを魔女に仕立て上げていく。彼女たちの主なターゲットは各々が恨みを持つ者、つまり全くの私怨であったが、必死の形相で悪魔の存在を訴える彼女たちの演技にパリスらは簡単に騙されてしまう。
かくして近隣の町から判事が召集され「セイラム魔女裁判」が開始される。アビゲイルが扇動する少女たちの言動はますますヒステリックになり、魔女の濡れ衣を着せられる罪のない人々はどんどん増えていくばかりであった。無実を訴える人々の声は無視され、やがて牢に繋がれた村人たちの処刑が始まる。死を待つ村人の中には、アビゲイルが愛するジョン・プロクターとその妻の姿もあった。
プロクターの処刑をその日に控えた早朝、アビゲイルは彼を救うため叔父の金を盗み、牢にこっそり忍び込む。二人一緒に逃げることを提案するが、アビゲイルの行いを嫌悪するプロクターは彼女を拒んだ。
アビゲイルは一人で村を逃げ出し、ようやく彼女の言動の異常さに気づいた判事たちは事態を収拾するためプロクターに「悪魔と契約した」と嘘の署名をすることと引き替えに釈放を持ちかけたが、妻との最後の語らいの末、プロクターは自身のプライドを選ぶ。
結局プロクターを含め19人の村人が処刑され、セイラム魔女裁判は終結するのだった。

## キャスト
※括弧内は日本語吹替
- ジョン・プロクター - ダニエル・デイ＝ルイス（大塚明夫）
- アビゲイル・ウィリアムズ - ウィノナ・ライダー（岡本麻弥）
- トーマス・ダンフォース判事 - ポール・スコフィールド（大木民夫）
- エリザベス・プロクター（英語版） - ジョアン・アレン（佐藤しのぶ）
- サミュエル・パリス牧師 - ブルース・デイヴィソン（有本欽隆）
- ジョン・ヘイル（英語版）牧師 - ロブ・キャンベル（家中宏）
- トーマス・パットナム（英語版） - ジェフリー・ジョーンズ（稲葉実）
- ジャイルズ・コーリー - ピーター・ヴォーン（宝亀克寿）
- メアリー・ウォーレン - キャロン・グレイヴス
- ティテュバ - シャーレイン・ウッダード
- アン・パットナム - フランセス・コンロイ
- サミュエル・シーウォール（英語版）判事 - ジョージ・ゲインズ（塚田正昭）
- ベティ・パリス - レイチェル・ベラ
- マーサ・コーリー - メアリー・パット・グリーソン
- マーシー・ルイス - カリ・ローシャ

## 原作
- 『アーサー・ミラー2 るつぼ』（ハヤカワ演劇文庫、ISBN 978-4-15-140015-5）